# Valeria Ciavatta
Valeria Ciavatta, née le 16 janvier 1959 à Borgo Maggiore, est une femme d'État saint-marinaise, membre de l'Alliance Populaire.

## Biographie
Notaire de profession, Valeria Ciavatta participe à la fondation en 1993 de l'Alliance populaire et est élue membre du Grand Conseil général. Du 1er octobre 2003 au 1er avril 2004, elle est capitaine-régent de Saint-Marin, en tandem avec Giovanni Lonfernini. Le 27 juillet 2006, elle devient ministre de l'Intérieur. Elle est de nouveau capitaine-régent, en tandem cette fois-ci avec Luca Beccari, du 1er avril au 1er octobre 2014.